# Белокони (Решетиловский район)
Белокони (укр. Білоконі) — село,
Решетиловский поселковый совет,
Решетиловский район,
Полтавская область,
Украина.
Код КОАТУУ — 5324255101. Население по переписи 2001 года составляло 266 человек.
Население по данным 2020 года составляло 204 человека.

## Географическое положение
Село Белокони находится на берегах реки Говтва,
выше по течению примыкает село Дмитренки,
ниже по течению на расстоянии в 3 км расположено село Прокоповка.
Рядом проходит автомобильная дорога Т-1721.

## Известные люди
В селе родился Герой Советского Союза Иван Олейник.